# Leucophaeus atricilla

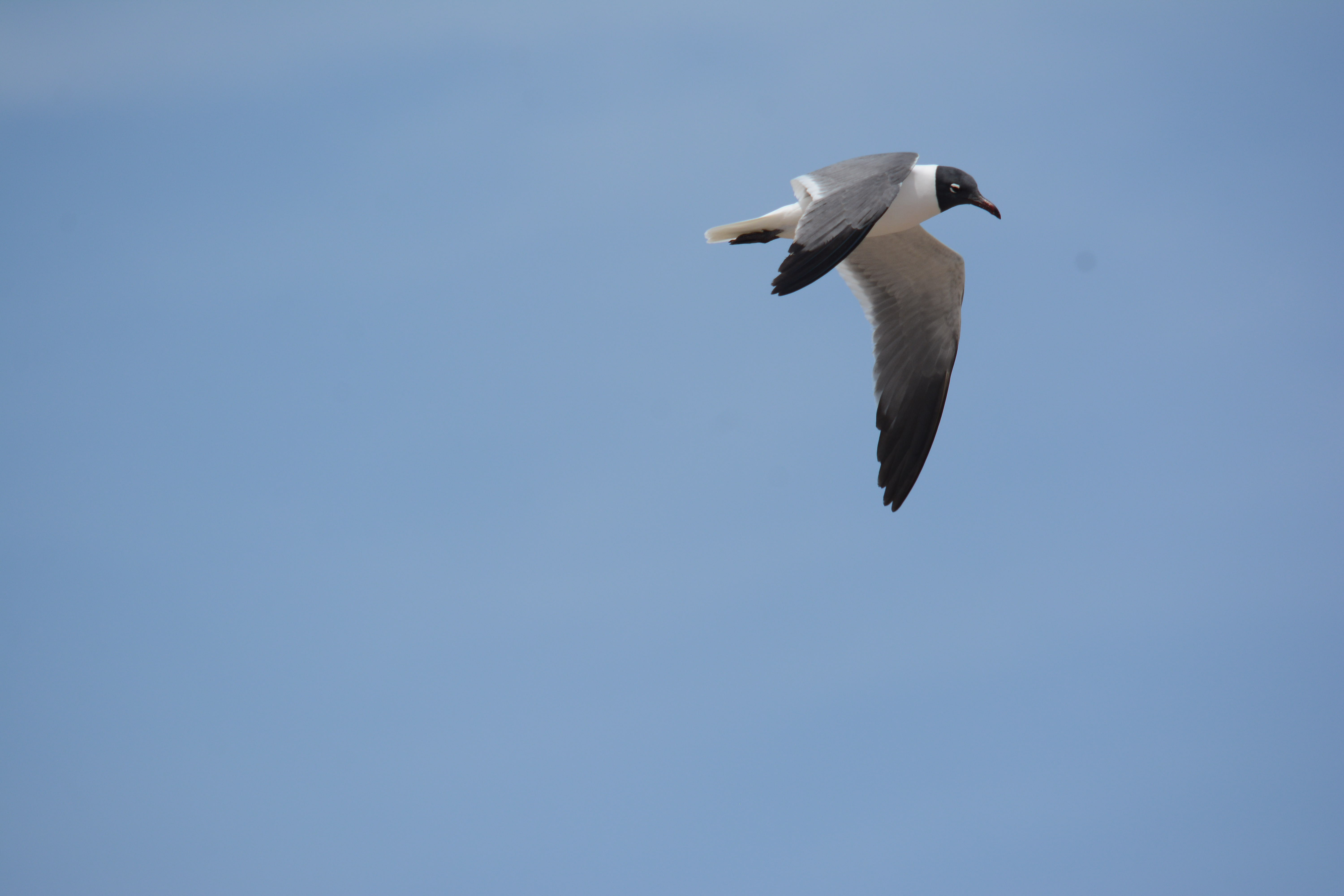
Gaviota reidora con plumaje nuevo en primavera

La gaviota reidora americana (Leucophaeus atricilla, antes Larus atricilla) es una especie de ave Charadriiforme de la familia Laridae. Es una gaviota común en las áreas costeras de Norteamérica en verano, extendiéndose sus dominios por el Caribe hasta la parte norte de Sudamérica. Las colonias más norteñas acostumbran migrar hacia el sur en invierno. Se reconoce por su muy oscura "capucha" y sus chillidos de carcajadas de donde viene su nombre. Aprovecha la más mínima oportunidad de alimentarse: sigue al arado para coger gusanos del suelo, rebusca entre los desechos que la mar arroja a la orilla; de los turistas come lo que desechan en la playa de comida chatarra de maíz y trigo, ya que no les tiene miedo, y sigue a los barcos pesqueros. Las colonias de cría se localizan en pantanos, en el litoral y en islas cercanas a tierra firme.

## Subespecies
Se conocen dos subespecies de Leucophaeus atricilla:
- Leucophaeus atricilla atricilla (Linnaeus, 1758
- Leucophaeus atricilla megalopterus (Bruch, 1855)